# Now, There Was a Song!
Now, There Was a Song! je deveti album Johnnyja Casha na kojem su se našle pjesme Ernesta Tubba, Hanka Williamsa i Georgea Jonesa. Objavljen je 1960. pod etiketom Columbije.

## Popis pjesama
1. "Seasons of My Heart" (Darrell Edwards, George Jones) – 2:29
2. "I Feel Better All Over" (Kenny Rogers, Leon Smith) – 2:03
3. "I Couldn't Keep from Crying" (Marty Robbins) – 2:08
4. "Time Changes Everything" (Tommy Duncan) – 1:49
5. "My Shoes Keep Walking Back to You" (Les Ross, Bob Wills) – 2:06
6. "I'd Just Be Fool Enough (To Fall)" (Melvin Endsley) – 2:05
7. "Transfusion Blues" (Roy Hogsed) – 2:32
8. "Why Do You Punish Me (For Loving You)" (Erwin King) – 2:18
9. "I Will Miss You When You Go" (Baby Stewart, Tubb) – 2:01
10. "I'm So Lonesome I Could Cry" (Hank Williams) – 2:38
11. "Just One More" (Jones) – 2:12
12. "Honky Tonk Girl" (Chuck Harding, Hank Thompson) – 1:58

## Izvođači
- Johnny Cash - glavni izvođač, vokali
- Luther Perkins - lead gitara
- Johnny Western - ritam gitara
- Don Helms - steel gitara
- Marshall Grant - bas
- Buddy Harman - bubnjevi
- Gordon Terry - gusle
- Floyd Cramer - klavir

## Ljestvice
Singlovi - Billboard (Sjeverna Amerika)
| Godina | Singl                 | Ljestvica        | Pozicija |
| ------ | --------------------- | ---------------- | -------- |
| 1960.  | "Seasons of My Heart" | Country singlovi | 10       |

## Vanjske poveznice
- Podaci o albumu i tekstovi pjesama